# اچ‌ام‌اس نورث‌آمبرلند (۱۶۷۹)
اچ‌ام‌اس نورث‌آمبرلند (۱۶۷۹) (به انگلیسی: HMS Northumberland (1679)) یک کشتی بود که طول آن ۱۵۲ فوت (۴۶٫۳ متر) بود.